# Счастливая (роман)
«Счастливая» (англ. Lucky) — роман-автобиография популярной американской писательницы Элис Сиболд. В нём Сиболд описывает период своей жизни, когда она будучи первокурсницей университета в городе Сиракьюз (США) была жестоко избита и изнасилована, а затем спустя несколько месяцев совершенно случайно встретила в толпе афроамериканца, в котором опознала своего насильника. Название романа отсылает к истории, рассказанной ей одним из проводивших расследование полицейских о том, что на месте её изнасилования ранее был обнаружен труп расчленённой девочки. Убийцу так и не нашли: Сиболд, в отличие от этой девушки, повезло.
Это событие значительно повлияло на творчество Сиболд: спустя пять лет она выпустила мировой бестселлер «Милые кости», в основу которого были положены её собственные переживания, а также смерть предыдущей девушки.
В 2021 году суд постановил, что Энтони Бродуотер, осужденный за изнасилование Сиболд в 1981 году, не признававший за собою вины (в связи с чем ему отказывалось в досрочном освобождении) и вышедший из мест заключения спустя 16 лет, был полностью оправдан. Причиной возобновления расследования давно закрытого дела оказалось обращение Тима Муччианте — продюсера, занимавшегося экранизацией мемуаров «Счастливая», в которых он обнаружил множество несостыковок. Кто был настоящим насильником, до сих пор не известно.
Роман вышел в начале 2007 года в издательстве «Эксмо» тиражом в 5000 экземпляров. Перевод осуществила Елена Петрова.